# Гуллит, Рууд
Ру́уд Гу́ллит (нидерл. Ruud Gullitо файле, МФА: [ˈryt ˈɣʏlɪt]; род. 1 сентября 1962, Амстердам) — нидерландский футболист и футбольный тренер. Гуллит был универсальным игроком с поставленным ударом, хорошим дриблингом, отличным видением поля. Он отлично играл головой и много отрабатывал в защите.
Занимает 18 место среди лучших игроков XX века по версии МФФИИС, 29 место среди лучших игроков XX века по версии журнала World Soccer, 31 место среди лучших игроков за всю историю футбола по версии Placar. Входит в список лучших 50 игроков за всю историю футбола по версиям Planète Foot и Voetbal International, а также в ФИФА 100.

## Биография
Рууд Гуллит (имя при рождении Рууд Дил) родился 1 сентября 1962 года в Амстердаме. Родителями Рууда были эмигрант из Суринама Джордж Гуллит и его любовница Мария Дил. Отец Рууда работал учителем экономики в школе, имел троих детей и жил с официальной семьёй, но Рууд часто встречался со своими братом и сёстрами, а отец полностью финансово обеспечивал Рууда с матерью, которая работала уборщицей в Государственном музее Амстердама.
В формировании Гуллита как футболиста важную роль сыграл уличный футбол в амстердамском районе Йордан. Его первой командой был юношеский клуб «Меербойз», к которому он присоединился в 1970 году. Когда Рууду было 10 лет семья переехала из Йордана, где они жили в комнате размером 6,5 на 4 метра, в район Амстердама Ауд Вест, где Рууд продолжал играть в футбол на улице, уже на этом этапе познакомившись с другой будущей звездой голландского футбола, своим сверстником Франком Райкардом. Тогда же маленький Рууд начал страдать из-за своего цвета кожи:

Когда вы молоды, вы — прекрасный маленький мальчик с вьющимися волосами. Но когда вы становитесь старше, это [цвет кожи] становится проблемой. Когда мне было 12 или 13 лет, я попытался разнять драку, в которой был вовлечён мой друг. Полиция арестовала нас. У меня были школьные книги, и полицейский сказал: «Ах, ниггер учится. Этот ниггер умеет считать». Я пошёл домой и рассказал всё матери. Она вышла, нашла этого полицейского и стала ругать его. И потому, что моя мать была белой, он был удивлён и смущён. Он не хотел оскорблять чёрного мальчика, у которого была белая мать.

Игра Гуллита за местную команду ДВС привлекла внимание тренеров юношеской сборной Нидерландов, где он начал играть вместе с будущими звёздами Эрвином и Рональдом Куманами. Именно во время своих выступлений за ДВС Рууд впервые начал использовать фамилию своего отца, поскольку фамилия матери было созвучна с обидным словом в голландском языке. Однако официально он сохранил фамилию матери и продолжает подписывать контракты «Рюд Дил».
После выступлений Гуллита за юношеские сборные Нидерландов ему позвонили из футбольной академии «Аякса», пригласив вместе с родителями на разговор по поводу перехода игрока. Но поскольку его родители работали, Рууд предложил представителям клуба самим приехать, но они настаивали, что ехать должен именно он. Гуллит позже вспоминал: «Говорят, что с того дня я ненавижу „Аякс“, но никогда это не было правдой. Просто они были невероятно тщеславными. Они хотели меня, но я должен был ехать с родителями к ним. Я никогда в жизни не слышал ничего глупее».

### Клубная карьера

#### «Харлем»
В 1978 году Гуллит подписал профессиональный контракт с клубом Эредивизи «Харлем» и вскоре дебютировал в основном составе команды, став в 16-летнем возрасте самым молодым игроком в истории высшего дивизиона чемпионата Нидерландов. В его первый сезон в «Харлеме» команда финишировала последней в Эредивизи и «вылетела» во второй дивизион. В следующем же году «Харлем» вернулся в высшую лигу, заняв первое место во второй, а Гуллит был признан лучшим игроком второго дивизиона. В сезоне 1981/82 Гуллит находился в хорошей форме, команда заняла 4-е место в чемпионате и впервые в истории клуба завоевала путевку в еврокубки. Тогда же Гуллит забил гол, который он позже назовет лучшим в своей карьере: «В игре против „Утрехта“ я обыграл четырёх защитников и вратаря и забил. Для меня это был незабываемый гол». Тренер «Харлема» англичанин Барри Хьюз был настолько впечатлён молодым Гуллитом, что назвал его «голландским Дунканом Эдвардсом».

#### «Фейеноорд»
В 1982 году Гуллит перешёл в «Фейеноорд», трансферная сумма составила 550 тысяч долларов. В команде в то время играл легендарный Йохан Круифф, с которым в составе клуб выиграл и чемпионат, и Кубок Нидерландов. В первый сезон Гуллита в команде «Фейеноорд» остался без трофеев, но уже на следующий год он сделал дубль, выиграв и чемпионат, и Кубок страны. В 1984 году Гуллит был признан лучшим футболистом Нидерландов. В «Фейеноорде» Рууд стал играть в полузащите, тогда как в «Харлеме» он обычно играл на позиции либеро. Находясь в «Фейеноорде», Гуллит также оказался в центре расового скандала — тренер Тейс Либрегтс якобы назвал Гуллита «чёрненьким», хотя Либрегтс утверждал, что это было всего лишь прозвище.

#### «ПСВ» Эйндховен
В 1985 году Гуллит за 600 тысяч долларов перешёл в клуб «ПСВ», выступая за который был вновь признан лучшим игроком Голландии. Рууд помог клубу вернуть титул чемпиона Нидерландов и защитить его в 1987 году. Именно в «ПСВ» Гуллит по-настоящему зарекомендовал себя как игрок мирового класса, а также многим запомнился своей характерной прической. Одновременно он стал предметом критики со стороны многих болельщиков «Фейеноорда», которые называли его «волком», обвиняя его в переходе в «Эйндховен» ради денег.

#### «Милан»
В 1987 году президент итальянского «Милана» Сильвио Берлускони обеспечил переход Гуллита в свою команду за рекордную по тем временам сумму в 8,9 млн долларов. Партнёрами игрока в новой команде стали его соотечественники Марко ван Бастен и Франк Райкард, знакомый с ним с юного возраста, а также Паоло Мальдини и Франко Барези. Тройка голландцев составляла основу атакующих построений «Милана» и заслужила сравнение с легендарным шведским трио «Гре-Но-Ли», что выступало в составе «россонери» в 1950—1960-х гг.
Вначале Гуллит имел сложности с адаптацией, поскольку не знал итальянского языка и не имел опыта проживания за границей. Однако уже по результатам первого сезона в Италии игрок выиграл с «Миланом» скудетто, ставшее первым титулом клуба за последние 9 лет. Благодаря своей игре за «ПСВ» и «Милан» 1987 году Гуллит получил Золотой мяч лучшего игрока Европы, который он посвятил заключённому в то время властями ЮАР борцу с апартеидом Нельсону Манделе: «Итальянцы подняли свои брови: „Нельсон кто?“ Он попытался объяснить, и они сказали: „О, футболист с политическими убеждениями!“».
Сначала главный тренер миланской команды Арриго Сакки использовал Гуллита на правом фланге атакующей тройки рядом с ван Бастеном и Пьетро Паоло Вирдисом, однако позже из-за травмы ван Бастена «Милан» перешёл на игру с двумя нападающими. Со следующего сезона «Милан» добавил к списку своих трофеев Кубок европейских чемпионов. Гуллит был травмирован во время впечатляющей победы 5:0 над «Реал Мадридом» в полуфинале соревнования, но он успел быстро восстановиться и отметился двумя голами в финальной игре против «Стяуа» («Милан» победил 4:0, ещё два гола записал на свой счёт ван Бастен). В следующем сезоне «Милан» продолжил триумфальное шествие и защитил титул клубного чемпиона Европы, победив в финале Кубка чемпионов «Бенфику» со счётом 1:0, при этом Рууд сделал голевой пас, с которого Райкард забил единственный в игре мяч. В течение этого сезона (С июня 1989-го по апрель 1990-го) Гуллит был травмирован и сыграл лишь два матча в Серии А, однако в финале европейского турнира отыграл все 90 минут.
В сезоне 1990/91 шествие «Милана» за третьим подряд Кубком чемпионов было прервано «Марселем» на стадии полуфинала. После ничьей в первом поединке на «Сан-Сиро», в ответном матче «Милан» проигрывал 0:1, когда незадолго до финального свистка вышло из строя освещение стадиона. После небольшого перерыва освещение было налажено, но футболисты «Милана» вернулись в раздевалку и отказались продолжать игру. УЕФА назначило «Марселю» техническую победу со счётом 3:0, а «Милан» был наказан лишением права играть в еврокубках следующего сезона.
Хотя «Милан» продолжал доминировать в итальянском футболе, выиграв Серию А в сезонах 1991/92 и 1992/93 (в первом из них клуб не потерпел ни одного поражения), Гуллит играл в команде всё меньшую роль. В финальном матче Лиги чемпионов 1992/93 против того же «Марселя», который завершился поражением «Милана» со счётом 0:1, Гуллит даже не попал в заявку, поскольку, согласно правилам УЕФА того времени, клубам разрешалось заявить не более трёх иностранцев, а помимо ещё игравших Ван Бастена и Райкарда на позиции нападающего уже играл француз Жан-Пьер Папен.

#### «Сампдория»
В 1993 году Гуллит на правах аренды перешёл в «Сампдорию», где получил футболку с номером 4, поскольку под привычным для него номером 10 играл лидер команды Роберто Манчини. В сезоне 1993/94 «Сампдория» выиграла Кубок Италии и заняла третье место в Серии А, а сам Гуллит, играя на позиции «свободного художника», забил решающий гол в победном для его новой команды матче против бывшего клуба, «Милана» (3:2). Всего за сезон он забил 15 голов. Выступления Гуллита были настолько убедительными, что в 1994 году «Милан» оставил его в команде, хотя из-за нехватки игровой практики (8 матчей, 3 гола) незадолго до конца сезона 1994/95 он снова оказался в «Сампдории», которая в том году заняла 8-е место в чемпионате.

#### «Челси»
В июле 1995 года Гуллит на правах свободного агента присоединился к лондонскому «Челси». К тому времени команда была крепким середняком Премьер-лиги. Их самым существенным успехом в последние годы было выступление в финале Кубка Англии. Тренер Гленн Ходдл сначала ставил Гуллита на позицию либеро, где голландец играл без особого успеха, после чего перевёл его на более привычную позицию в полузащите. Подписание таких игроков как Гуллит, Марк Хьюз и Дан Петреску помогло «Челси» достичь полуфинала Кубка Англии, но не принесло успехов в Премьер-лиге.
Одной из первоначальных проблем Гуллита в английском футболе была трудность приспособления к способностям некоторых партнёров по команде. «Я получаю трудный пас, обрабатываю мяч, освобождаюсь от опеки и отдаю хорошую передачу на ход правому защитнику — единственная проблема в том, что он не хочет этой передачи. Наконец Гленн сказал мне: „Рууд, будет лучше, если ты попробуешь себя в полузащите“». Но привык Гуллит быстро, и, по результатам сезона, он был признан вторым лучшим игроком лиги.
Гуллит неоднократно утверждал, что период в Лондоне был едва ли не самым счастливым в его карьере: «Доехав на авто до площади Пикадилли, созерцая все виды, впервые за очень, очень долгое время я почувствовал себя действительно счастливым. Было такое ощущение, что ах, вот оно. Это для меня …». Переход Гуллита в «Челси» был одной из составляющих «легионерской революции» в Англии, когда большое количество звёздных иностранных игроков, таких как Юрген Клинсман, Джанфранко Дзола и Деннис Бергкамп, перешли в клубы Премьер-лиги, способствуя росту её международной известности.

### Тренерская карьера

#### «Челси»
Летом 1996 года, когда Гленн Ходдл покинул «Челси», возглавив сборную Англии, Гуллит был назначен главным тренером «аристократов». В первом же сезоне он привёл клуб к победе в Кубке Англии, первого трофея команды за 26 лет. Гуллит при этом стал первым тренером не из Британии, выигравшим этот трофей. В чемпионате «Челси» занял 6 место. В середине следующего сезона, когда клуб находился на 2 месте в Премьер-лиге и вышел в четвертьфиналы обоих английских кубков, Рудд был уволен. Причиной этого стал спор с советом директоров. Однако сам голландец это отвергал. Он сказал: «В моей жизни это увольнение больше всего повлияло на меня. Я находился в состоянии шока 3 месяца. Я не мог даже помыслить, что люди, с которыми я работал каждый день, могли сделать это». Вместо него главным тренером стал действующий игрок Джанлука Виалли, пришедший в клуб благодаря Гуллиту.

#### «Ньюкасл Юнайтед»
В 1998 году Рудд стал тренером «Ньюкасл Юнайтед». В первом сезоне Гуллит вывел команду в финал Кубка страны. Однако после серии неудачных результатов и конфликта со звездой клуба, Аланом Ширером, и капитаном, Робом Ли, которого лишил капитанской повязки, болельщики стали прохладно относиться к главному тренеру. Рудд подал в отставку спустя всего лишь пять туров с начала следующего сезона. Он сказал:

Отправляясь четыре года назад в Англию, я рассчитывал заново обрести здесь свою частную жизнь — то, что было невозможно в Италии. В «Челси» у меня появилось ощущение, что я снова могу быть самим собой — спокойно гулять по улицам, ходить в кино, по магазинам. Однако последний год кошмары из прошлого вернулись. Мой дом в Ньюкасле облепили репортёры и фотографы, они ходили за мной буквально по пятам. Но это ещё полбеды. Беда в том, что они стали преследовать мою семью в Голландии. А она ни при каких обстоятельствах не должна страдать из-за моей профессии. Поэтому я и принял это решение.

#### «Фейенорд»
Перед началом сезона 2005/06 Гуллит возглавил свой бывший клуб, «Фейеноорд». Однако сезон у команды не удался: клуб занял 4 место и выбыл из розыгрышей всех кубковых турниров.

#### «Лос-Анджелес Гэлакси»
8 ноября 2007 года Рууд стал главным тренером американского «Лос-Анджелес Гэлакси», подписав контракт на 3 года с рекордной для МLS заработной платой в 2 млн долларов в год. 20 августа следующего года он подал в отставку после семи безвыигрышных встреч.

#### «Терек»
18 января 2011 года Гуллит стал главным тренером российского клуба «Терек», подписав контракт на полтора года. Его ассистентом в команде стал Рон ван Никерк, с которым он познакомился будучи игроком «Харлема». Принять предложение «Терека» Гуллиту посоветовал бывший главный тренер сборной России, Гус Хиддинк. 14 июня «Терек» расторг контракт с Гуллитом за то, что «под его руководством команда в текущем сезоне выступила с исключительно плохими результатами». Перед увольнением Гуллит был подвергнут резкой критике на официальном сайте клуба.
В мае 2017 вошёл в тренерский штаб сборной Нидерландов, став помощником Дика Адвоката.

## Статистика
| Сезон     | Клуб      | Лига         | Чемпионат | Чемпионат | Кубок | Кубок | Еврокубки | Еврокубки |
| Сезон     | Клуб      | Лига         | Игры      | Голы      | Игры  | Голы  | Игры      | Голы      |
| --------- | --------- | ------------ | --------- | --------- | ----- | ----- | --------- | --------- |
| 1979/1980 | Харлем    | Эредивизи    | 24        | 4         | ?     | ?     | —         | —         |
| 1980/1981 | Харлем    | Эрсте дивизи | 36        | 14        | ?     | ?     | —         | —         |
| 1981/1982 | Харлем    | Эредивизи    | 31        | 14        | ?     | ?     | —         | —         |
| 1982/1983 | Фейеноорд | Эредивизи    | 33        | 9         | ?     | ?     | —         | —         |
| 1983/1984 | Фейеноорд | Эредивизи    | 33        | 15        | 12    | 9     | 4         | 1         |
| 1984/1985 | Фейеноорд | Эредивизи    | 19        | 7         | 4     | 3     | 2         | 0         |
| 1985/1986 | ПСВ       | Эредивизи    | 34        | 24        | 2     | 1     | 2         | 0         |
| 1986/1987 | ПСВ       | Эредивизи    | 34        | 22        | 3     | 6     | —         | —         |
| 1987/1988 | Милан     | Серия А      | 29        | 9         | 6     | 3     | 4         | 1         |
| 1988/1989 | Милан     | Серия А      | 19        | 5         | 1     | 2     | 8         | 5         |
| 1989/1990 | Милан     | Серия А      | 2         | 0         | 0     | 0     | 1         | 0         |
| 1990/1991 | Милан     | Серия А      | 26        | 7         | 1     | 0     | 4         | 1         |
| 1991/1992 | Милан     | Серия А      | 26        | 7         | 1     | 1     | —         | —         |
| 1992/1993 | Милан     | Серия А      | 15        | 7         | 6     | 4     | 4         | 1         |
| 1993/1994 | Сампдория | Серия А      | 31        | 15        | 10    | 3     | —         | —         |
| 1994/1995 | Милан     | Серия А      | 8         | 3         | 2     | 0     | 3         | 0         |
| 1994/1995 | Сампдория | Серия А      | 22        | 9         | 0     | 0     | —         | —         |
| 1995/1996 | Челси     | Премьер-лига | 31        | 3         | 7     | 3     | —         | —         |
| 1996/1997 | Челси     | Премьер-лига | 12        | 1         | 1     | 0     | —         | —         |
| 1997/1998 | Челси     | Премьер-лига | 6         | 0         | 0     | 0     | —         | —         |

### Матчи Гуллита за сборную Нидерландов
| Матчи Гуллита за сборную Нидерландов | Матчи Гуллита за сборную Нидерландов | Матчи Гуллита за сборную Нидерландов | Матчи Гуллита за сборную Нидерландов | Матчи Гуллита за сборную Нидерландов | Матчи Гуллита за сборную Нидерландов |
| ------------------------------------ | ------------------------------------ | ------------------------------------ | ------------------------------------ | ------------------------------------ | ------------------------------------ |
| №                                    | Дата                                 | Соперник                             | Счёт                                 | Голы Гуллита                         | Соревнование                         |
| 1                                    | 1 сентября 1981                      | Швейцария                            | 1:2                                  | —                                    | Товарищеский матч                    |
| 2                                    | 14 апреля 1982                       | Греция                               | 1:0                                  | —                                    | Товарищеский матч                    |
| 3                                    | 1 сентября 1982                      | Исландия                             | 1:1                                  | —                                    | Чемпионат Европы 1984 (отбор)        |
| 4                                    | 22 сентября 1982                     | Ирландия                             | 2:1                                  | 1                                    | Чемпионат Европы 1984 (отбор)        |
| 5                                    | 10 ноября 1982                       | Франция                              | 1:2                                  | —                                    | Товарищеский матч                    |
| 6                                    | 19 декабря 1982                      | Мальта                               | 6:0                                  | —                                    | Чемпионат Европы 1984 (отбор)        |
| 7                                    | 16 февраля 1983                      | Испания                              | 0:1                                  | —                                    | Чемпионат Европы 1984 (отбор)        |
| 8                                    | 7 сентября 1983                      | Исландия                             | 3:0                                  | 1                                    | Чемпионат Европы 1984 (отбор)        |
| 9                                    | 21 сентября 1983                     | Бельгия                              | 1:1                                  | —                                    | Товарищеский матч                    |
| 10                                   | 12 октября 1983                      | Ирландия                             | 3:2                                  | 2                                    | Чемпионат Европы 1984 (отбор)        |
| 11                                   | 16 ноября 1983                       | Испания                              | 2:1                                  | 1                                    | Чемпионат Европы 1984 (отбор)        |
| 12                                   | 17 декабря 1983                      | Мальта                               | 5:0                                  | —                                    | Чемпионат Европы 1984 (отбор)        |
| 13                                   | 14 марта 1984                        | Дания                                | 6:0                                  | —                                    | Товарищеский матч                    |
| 14                                   | 17 октября 1984                      | Венгрия                              | 1:2                                  | —                                    | Чемпионат мира 1986 (отбор)          |
| 15                                   | 14 ноября 1984                       | Австрия                              | 0:1                                  | —                                    | Чемпионат мира 1986 (отбор)          |
| 16                                   | 23 декабря 1984                      | Кипр                                 | 1:0                                  | —                                    | Чемпионат мира 1986 (отбор)          |
| 17                                   | 27 февраля 1985                      | Кипр                                 | 7:1                                  | —                                    | Чемпионат мира 1986 (отбор)          |
| 18                                   | 4 сентября 1985                      | Болгария                             | 1:0                                  | —                                    | Товарищеский матч                    |
| 19                                   | 16 октября 1985                      | Бельгия                              | 0:1                                  | —                                    | Чемпионат мира 1986 (отбор)          |
| 20                                   | 20 ноября 1985                       | Бельгия                              | 2:1                                  | —                                    | Чемпионат мира 1986 (отбор)          |
| 21                                   | 12 марта 1986                        | ГДР                                  | 1:0                                  | —                                    | Товарищеский матч                    |
| 22                                   | 14 мая 1986                          | ФРГ                                  | 1:3                                  | —                                    | Товарищеский матч                    |
| 23                                   | 10 сентября 1986                     | Чехословакия                         | 0:1                                  | —                                    | Товарищеский матч                    |
| 24                                   | 15 октября 1986                      | Венгрия                              | 1:0                                  | —                                    | Чемпионат Европы 1988 (отбор)        |
| 25                                   | 19 ноября 1986                       | Польша                               | 0:0                                  | —                                    | Чемпионат Европы 1988 (отбор)        |
| 26                                   | 21 декабря 1986                      | Кипр                                 | 2:0                                  | 1                                    | Чемпионат Европы 1988 (отбор)        |
| 27                                   | 21 января 1987                       | Испания                              | 1:1                                  | 1                                    | Товарищеский матч                    |
| 28                                   | 25 марта 1987                        | Греция                               | 1:1                                  | —                                    | Чемпионат Европы 1988 (отбор)        |
| 29                                   | 29 апреля 1987                       | Венгрия                              | 2:0                                  | 1                                    | Чемпионат Европы 1988 (отбор)        |
| 30                                   | 14 октября 1987                      | Польша                               | 2:0                                  | 2                                    | Чемпионат Европы 1988 (отбор)        |
| —                                    | 28 октября 1987                      | Кипр                                 | 8:0 (аннулирован)                    | 1                                    | Чемпионат Европы 1988 (отбор)        |
| 31                                   | 9 декабря 1987                       | Кипр                                 | 4:0                                  | —                                    | Чемпионат Европы 1988 (отбор)        |
| 32                                   | 23 марта 1988                        | Англия                               | 2:2                                  | —                                    | Товарищеский матч                    |
| 33                                   | 24 мая 1988                          | Болгария                             | 1:2                                  | —                                    | Товарищеский матч                    |
| 34                                   | 12 июня 1988                         | СССР                                 | 0:1                                  | —                                    | Чемпионат Европы 1988                |
| 35                                   | 15 июня 1988                         | Англия                               | 3:1                                  | —                                    | Чемпионат Европы 1988                |
| 36                                   | 18 июня 1988                         | Ирландия                             | 1:0                                  | —                                    | Чемпионат Европы 1988                |
| 37                                   | 21 июня 1988                         | ФРГ                                  | 2:1                                  | —                                    | Чемпионат Европы 1988                |
| 38                                   | 25 июня 1988                         | СССР                                 | 2:0                                  | 1                                    | Чемпионат Европы 1988                |
| 39                                   | 14 сентября 1988                     | Уэльс                                | 1:0                                  | 1                                    | Чемпионат мира 1990 (отбор)          |
| 40                                   | 22 марта 1989                        | СССР                                 | 2:0                                  | —                                    | Товарищеский матч                    |
| 41                                   | 31 мая 1989                          | Финляндия                            | 1:0                                  | —                                    | Чемпионат мира 1990 (отбор)          |
| 42                                   | 30 мая 1990                          | Австрия                              | 2:3                                  | —                                    | Товарищеский матч                    |
| 43                                   | 3 июня 1990                          | Югославия                            | 2:0                                  | —                                    | Товарищеский матч                    |
| 44                                   | 12 июня 1990                         | Египет                               | 1:1                                  | —                                    | Чемпионат мира 1990                  |
| 45                                   | 16 июня 1990                         | Англия                               | 0:0                                  | —                                    | Чемпионат мира 1990                  |
| 46                                   | 21 июня 1990                         | Ирландия                             | 1:1                                  | 1                                    | Чемпионат мира 1990                  |
| 47                                   | 24 июня 1990                         | ФРГ                                  | 1:2                                  | —                                    | Чемпионат мира 1990                  |
| 48                                   | 26 сентября 1990                     | Италия                               | 0:1                                  | —                                    | Товарищеский матч                    |
| 49                                   | 17 октября 1990                      | Португалия                           | 0:1                                  | —                                    | Чемпионат Европы 1992 (отбор)        |
| 50                                   | 19 декабря 1990                      | Мальта                               | 8:0                                  | —                                    | Чемпионат Европы 1992 (отбор)        |
| 51                                   | 13 марта 1991                        | Мальта                               | 1:0                                  | —                                    | Чемпионат Европы 1992 (отбор)        |
| 52                                   | 17 апреля 1991                       | Финляндия                            | 2:0                                  | 1                                    | Чемпионат Европы 1992 (отбор)        |
| 53                                   | 11 сентября 1991                     | Польша                               | 1:1                                  | —                                    | Товарищеский матч                    |
| 54                                   | 16 октября 1991                      | Португалия                           | 1:0                                  | —                                    | Чемпионат Европы 1992 (отбор)        |
| 55                                   | 27 мая 1992                          | Австрия                              | 3:2                                  | 1                                    | Товарищеский матч                    |
| 56                                   | 30 мая 1992                          | Уэльс                                | 4:0                                  | —                                    | Товарищеский матч                    |
| 57                                   | 12 июня 1992                         | Шотландия                            | 1:0                                  | —                                    | Чемпионат Европы 1992                |
| 58                                   | 15 июня 1992                         | СНГ                                  | 0:0                                  | —                                    | Чемпионат Европы 1992                |
| 59                                   | 18 июня 1992                         | Германия                             | 3:1                                  | —                                    | Чемпионат Европы 1992                |
| 60                                   | 22 июня 1992                         | Дания                                | 2:2 (4:5 пен.)                       | —                                    | Чемпионат Европы 1992                |
| 61                                   | 9 сентября 1992                      | Италия                               | 2:3                                  | —                                    | Товарищеский матч                    |
| 62                                   | 16 декабря 1992                      | Турция                               | 3:1                                  | 1                                    | Чемпионат мира 1994 (отбор)          |
| 63                                   | 24 февраля 1993                      | Турция                               | 3:1                                  | —                                    | Чемпионат мира 1994 (отбор)          |
| 64                                   | 28 апреля 1993                       | Англия                               | 2:2                                  | —                                    | Чемпионат мира 1994 (отбор)          |
| 65                                   | 27 мая 1994                          | Шотландия                            | 3:1                                  | —                                    | Товарищеский матч                    |

Итого (без учёта аннулированных матчей): 65 матчей / 16 голов; 37 побед, 12 ничьих, 16 поражений.

## Достижения

### В качестве игрока
«Харлем»
- Чемпион Первого дивизиона: 1980/81

«Фейеноорд»
- Чемпион Эредивизе: 1983/84
- Обладатель Кубка Нидерландов: 1984

ПСВ
- Чемпион Эредивизе (2): 1985/86, 1986/87

«Милан»
- Чемпион Серии А (3): 1987/88, 1991/92, 1992/93
- Обладатель Суперкубка Италии (3): 1988, 1992, 1994
- Обладатель Кубка европейских чемпионов (2): 1989, 1990
- Обладатель Суперкубка УЕФА (2): 1989, 1990
- Обладатель Межконтинентального кубка (2): 1989, 1990

«Сампдория»
- Обладатель Кубка Италии: 1994

«Челси»
- Обладатель Кубка Англии: 1997

Сборная Нидерландов
- Чемпион Европы: 1988
- Бронзовый призёр чемпионата Европы: 1992

### В качестве тренера
«Челси»
- Обладатель Кубка Англии: 1997

### Личные достижения
- Обладатель Золотого мяча (France Football): 1987
- Лучший бомбардир Кубка Нидерландов: 1983/1984 (9 голов)
- Футболист года в Нидерландах (2): 1984, 1986
- Второй игрок Европы по версии французского журнала Onze Mondial (2): 1988, 1989
- Обладатель «Золотой бутсы» Нидерландов: 1986
- Лучший футболист года в мире по версии «World Soccer» (2): 1987, 1989
- Спортсмен года в Нидерландах: 1987
- Команда года по версии ПФА: 1996
- Игрок года по версии болельщиков «Челси»: 1996
- Golden Foot: 2011 (в номинации «Легенды футбола»)
- Входит в состав символической сборной по итогам чемпионата Европы по версии УЕФА (2): 1988, 1992
- Входит в список ФИФА 100
- Включён в список величайших футболистов XX века по версии World Soccer
- Введён в зал славы клуба «Милан»
- Введён в Зал славы итальянского футбола: 2017

## Личная жизнь
Гуллит был трижды женат. Первая супруга — Йвонн де Ври (нидерл. Yvonne de Vries), с которой они поженились 30 августа 1984 года. От де Ври у Гуллита было две дочери — Фелисити (нидерл. Felicity) и Шармейн (нидерл. Charmayne). После ухода Рууда она рассказала:

Он только сказал: «С меня достаточно. Я ухожу от тебя». Это были очень жестокие слова. Моя жизнь была посвящена Рууду, поддержке его и созданию хорошей семьи. Но этого было недостаточно. Рууди решил, что не хочет больше быть со мной, и убрал меня из своей жизни. В этом он был очень безжалостен. Шармейн очень много плакала, когда родилась, я страдала от послеродовой депрессии, и мы нуждались в его поддержке, но Рууд решил оставить нас.

Второй супругой стала итальянка, модель Кристина Пенза (итал. Christina Pensa). Они поженились 12 мая 1994 года. У них родились двое детей — сын Квинси (нидерл. Quincy) и дочь Шейенн (нидерл. Sheyenne). После развода у супругов была долгая судебная тяжба касательно алиментов.
Последняя супруга — Эстель Кройф (нидерл. Estelle Cruijff), племянница Йохана Кройфа (поженились 3 июня 2000 года). Любопытно, что накануне свадьбы Рууд впервые за многие годы коротко подстригся, таким образом показывая, что начинает новую жизнь. У них двое детей — сын Максим (нидерл. Maxim; родился в 2001 году) и дочь Жоэлль (нидерл. Joëlle; родилась в 1997 году). Ещё до брака Эстель уходила от Рууда, после сообщений о любовной связи Гуллита и официантки Лайзы Дженсен.
Одновременно с футболом Рууд занимался музыкой. Ещё не будучи профессиональным футболистом, он играл на бас-гитаре в регги-группе. Подписав профессиональный контракт, он продолжал в свободное время заниматься музыкой. В 1984 году он выпустил свою пластинку в стиле регги. Сингл с этой пластинки «Not The Dancing Kind» стал очень популярным в Нидерландах и даже добрался до 4 места в национальном хит-параде страны. Впоследствии Гуллит поучаствовал в записи композиции «Captain Dread», которую музыканты группы «Revelation Time», где в подростковом возрасте и начинал играть Рууд, посвятили самому игроку; Гуллит в песне подыгрывал музыкантам на привычной бас-гитаре. Также он поучаствовал в записи альбома группы «South Africa», посвящённому проблеме апартеида в ЮАР. Одноимённая песня стала очень популярной, достигнув 3 места в хит-параде Нидерландов и 9 в хит-параде Норвегии. В 1988 году Гуллит в числе прочих футболистов сборной Нидерландов поучаствовал в записи песни «Wij houden van Oranje» артиста Андре Хэзиса; песня, посвящённая победе в чемпионате Европы, заняла 1 место в национальном хит-параде.
Также Гуллит работал на телевидении в качестве комментатора, в частности он комментировал матчи на каналах Sky Sports и Al Jazeera.